# Portret ojca Hortensia
Portret ojca Hortensia Felixa Paravicina – obraz olejny namalowany przez hiszpańskiego malarza pochodzenia greckiego, Dominikosa Theotokopulosa, znanego jako El Greco.

## Okoliczności powstania
Ojciec Hortensio, a właściwie Hortensio de Paravicino y Artega, mimo różnicy wieku był bliskim przyjacielem El Greca. Był prowincjałem zakonu trynitarzy, bardzo dobrym mówcą, wybitnym teologiem i humanistą. W wieku dwudziestu jeden lat otrzymał tytuł profesora uniwersytetu w Salamance. Był również poetą; cztery swoje sonety poświęcił twórczości i osobie El Greca co wzmocniło i utrwaliło pozycję malarza. Z El Grekiem poznał się prawdopodobnie podczas pierwszej wizyty w Toledo króla Filipa III, u którego służył jako kaznodzieja dworu. Udokumentowana jest jego obecność w Toledo w 1611 roku na uroczystościach ku czci Małgorzaty Austriackiej, kiedy to wygłosił kazanie. Z tego samego powodu wziął udział w turnieju poetyckim, na którym opiewał w poemacie stworzony przez El Greco pomnik żałobny. Data powstania portretu została potwierdzona przez samego portretowanego, który w jednym z sonetów wspomina o swoim wieku dwudziestu dziewięciu lat.

## Opis
Portret Paravicina był ostatnim, jaki wyszedł spod pędzla El Greca. Bardzo szybko uznany został za arcydzieło malarskie. Zanim powstał, El Greco stworzył studium wstępne obecnie znajdujące się w Madrycie.
Artysta ukazuje swojego przyjaciela na fotelu, podobnie jak przedstawił kardynała Guevarę. Jego twarz jest młoda, pociągła o szerokim czole. Twarz okolona jest lekkim zarostem i gęstymi włosami. Wielkie oczy podkreślone mocnymi łukami brwi spoglądają w zamyśleniu na widza; półotwarte usta wydają się być uchwycone w momencie wypowiedzenia jakiegoś słowa. Prawa ręka spoczywa, a raczej delikatnie wspiera się na poręczy na rozchylonych palcach. Lewa ręka obejmuje księgę, a dłoń przytrzymuje dodatkowo mniejszą książkę, w którą wsunięty jest palec. El Greco chwyta moment, gdy Paravicino przerywa lekturę, palcem lewej dłoni zaznacza miejsce jej ukończenia, prawa ręka właśnie wznosi się do gestu człowieka coś tłumaczącego, a z ust wydobywają się pierwsze słowa. Taki obraz przyjaciela jest hołdem dla wielu godzin spędzonych na dysputach starego artysty i młodego humanisty-kaznodziei.

## Inne wersje
W waszyngtońskim muzeum National Gallery of Art znajduje się wierna kopia obrazu El Greca wykonana w 1930 roku autorstwa amerykańskiego grafika Timothy’ego Cole’a.

## Proweniencja
Do 1724 roku obraz znajdował się u Duque de Arcos w Madrycie. Następnie do 1786 roku wisiał w klasztorze San Hermenegildo w Madrycie. W 1904 roku na polecenie Johna Singera Sargenta został zakupiony przez muzeum bostońskie od Javiera de Muguiro, za kwotę 17 166 dolarów.